# No Chão Novinha
"No Chão Novinha" (estilizada em letras maiúsculas) é uma canção dos artistas brasileiros Anitta e Pedro Sampaio, gravada para o primeiro álbum de estúdio de Sampaio, Chama Meu Nome (2022). A canção foi lançada para download digital e streaming através da Warner Music Brasil como segundo single de Chama Meu Nome em 9 de dezembro de 2021.

## Lançamento e promoção
A divulgação do single começou com publicações de Anitta e Pedro Sampaio nas redes sociais onde estavam no Mercado Ver-o-Peso em Belém, Pará, para a gravação do clipe do single. Mais cedo, os cantores anunciaram que "No Chão Novinha", seria lançado em 9 de dezembro e o clipe foi lançado um dia depois. "No Chão Novinha" foi lançada para download digital e streaming como o segundo single do álbum Chama Meu Nome em 9 de dezembro de 2021.

## Vídeo musical
Dirigido por Fernando Moraes, o videoclipe da canção foi gravado em 29 de novembro de 2021 no Mercado Ver-o-Peso e na Vila da Barca, em Belém, no Pará. O videoclipe ainda contou com a participação da cantora paraense Leona Vingativa, e da cantora e influencer amazonense, Ruivinha de Marte.

## Apresentações ao vivo
Anitta e Pedro Sampaio se reuniram para cantar a música pela primeira vez em 16 de janeiro de 2022 no Domingão com Huck. Em 24 de fevereiro, Anitta performou a canção no Premio Lo Nuestro 2022. Em 4 de março, Sampaio performou a canção na vigésima segunda temporada do Big Brother Brasil. Em 8 de novembro, Sampaio performou a canção no Música Boa Ao Vivo.

## Faixas e formatos
| Download digital / streaming |                   |         |  |
| N.º                          | Título            | Duração |  |
| 1.                           | "No Chão Novinha" | 2:17    |  |

| Download digital / streaming |                                     |         |  |
| N.º                          | Título                              | Duração |  |
| 1.                           | "No Chão Novinha (Spotify Singles)" | 2:01    |  |

## Desempenho comercial

### Tabelas semanais
| Tabela musical (2022)             | Melhor posição |
| --------------------------------- | -------------- |
| Brasil (Billboard)                | 22             |
| Mundo (Billboard Global Excl. US) | 155            |
| Portugal (AFP)                    | 4              |

## Vendas e certificações
| Região                                                        | Certificação | Vendas  |
| ------------------------------------------------------------- | ------------ | ------- |
| Portugal (AFP)                                                | Ouro         | 10.000‡ |
| ‡vendas+valores de streaming baseados somente na certificação |              |         |

## Histórico de lançamento
| Região | Data                    | Formato(s)                 | Gravadora(s) | Ref.   |
| ------ | ----------------------- | -------------------------- | ------------ | ------ |
| Várias | 9 de dezembro de 2021   | Download digital streaming | Warner       | [ 5 ]  |
| Rússia | 27 de dezembro de 2021  | Rádios mainstream          | Warner       | [ 17 ] |
| Várias | 14 de fevereiro de 2022 | (Versão Spotify Singles)   | Warner       | [ 18 ] |